# Rio Lambari
O Rio Lambari é um afluente do Rio Pardo localizado em Poços de Caldas (MG). Na sua foz está localizada a Usina Hidrelétrica Padre Carlos. É a continuação do Rio das Antas.